# Ronde van Madrid 2018
De Ronde van Madrid 2018 was de 31e editie van deze wielerwedstrijd die als meerdaagse koers werd verreden in de Autonome Regio Madrid in Spanje. De start was in Manzanares el Real de finish in Madrid. Deze wedstrijd maakte deel uit van de UCI Europe Tour 2018. In 2017 won de Spanjaard Óscar Sevilla. Dit jaar won de Portugees Edgar Pinto.

## Etappe-overzicht
| etappe | datum | start              | finish                     | afstand  | winnaar        | klassementsleider |
| ------ | ----- | ------------------ | -------------------------- | -------- | -------------- | ----------------- |
| 1e     | 4 mei | Manzanares el Real | Manzanares el Real         | 175,4 km | Edgar Pinto    | Edgar Pinto       |
| 2e     | 5 mei | Alcobendas         | San Sebastián de los Reyes | 134,5 km | Nelson Soto    | Fabio Duarte      |
| 3e     | 6 mei | Madrid             | Madrid                     | 99,9 km  | Carlos Barbero | Edgar Pinto       |

## Eindklassementen
| Plaats    | Naam                   | Ploeg                       | Tijd     |
| --------- | ---------------------- | --------------------------- | -------- |
| Rode trui | Edgar Pinto            | Vito-Feirense-Blackjack     | 9u21'14" |
| 2         | Fabio Duarte           | Manzana Postobón Team       | z.t.     |
| 3         | Jonathan Caicedo       | Medellín                    | z.t.     |
| 4         | Xuban Errazkin         | Vito-Feirense-Blackjack     | z.t.     |
| 5         | César Fonte            | W52-FC Porto                | z.t.     |
| 6         | Pablo Torres           | Burgos-BH                   | z.t.     |
| 7         | German Enrique Chavez  | Coldeportes Zenu Sello Rojo | z.t.     |
| 8         | Dmitri Strachov        | Lokosphinx                  | z.t.     |
| 9         | Ricardo Mestre         | W52-FC Porto                | z.t.     |
| 10        | Aleksandr Jevtoesjenko | Lokosphinx                  | z.t.     |
|           |                        |                             |          |
| 22        | Jetse Bol              | Manzana Postobón Team       | + 37"    |

| Plaats      | Naam           | Ploeg                         | Punten |
| ----------- | -------------- | ----------------------------- | ------ |
| Blauwe trui | Carlos Barbero | Movistar Team                 | 45     |
| 2           | Edgar Pinto    | Vito-Feirense-Blackjack       | 40     |
| 3           | Enrique Sanz   | Euskadi Basque Country-Murias | 30     |
|             |                |                               |        |
| 21          | Jetse Bol      | Manzana Postobón Team         | 6      |

| Plaats      | Naam                  | Ploeg                       | Punten |
| ----------- | --------------------- | --------------------------- | ------ |
| Groene trui | Miguel Ángel Rubiano  | Coldeportes Zenu Sello Rojo | 6      |
| 2           | German Enrique Chavez | Coldeportes Zenu Sello Rojo | 6      |
| 3           | Jaime Castrillo       | Movistar Team               | 5      |

1983 · 1984 · 1985 · 1986 · 1987 · 1988 · 1989 · 1990 · 1991 · 1992 · 1993 · 1994 · 1995 · 1996 · 1997 · 1998 · 1999 · 2000 · 2001 · 2002 · 2003 · 2004 · 2005 · 2006 · 2007 · 2008 · 2009 · 2010 · 2011 · 2012 · 2013 · 2014 · 2015 · 2016 · 2017 · 2018 · 2019